# Energietransitie in Nederland

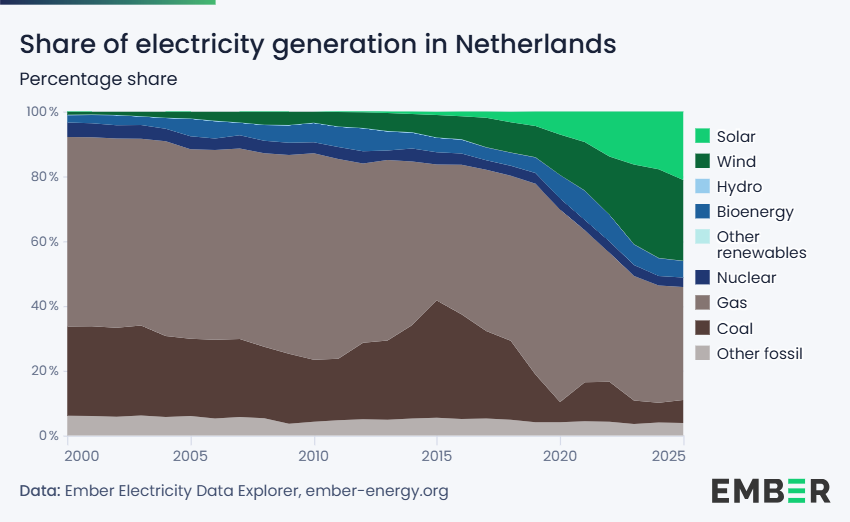
Elektriciteitsproductie in Nederland per bron - procentueel aandeel

De energietransitie in Nederland is een door de overheid geïnitieerd proces waarbij beoogd wordt te komen tot een nieuw energiesysteem gebaseerd op duurzame energiebronnen, zuiniger energiegebruik en andere, vaak decentrale vormen van organisatie. Het met deze transitie verbonden beleidsdoel is door de internationale gemeenschap neergelegd in het Klimaatakkoord van Parijs: de toename van de wereldgemiddelde temperatuur houden tot ruim onder 2°C boven het pre-industriële niveau.

## Situatie tot 2019

Energieproductie in Nederland per bron (1990-2018)
----

In de periode 2010-2015 steeg het duurzame aandeel in het elektriciteitsgebruik van 12% naar 15% door sterke toename van windstroom die in 2015 7% leverde; zonnepanelen produceerden toen 1%. De CO2-emissie daalde van 170 naar 156 megaton per jaar (9,2 ton per persoon), maar nog niet tot het niveau van 1990 (148 Mt). In 2015 was het doel dat in 2020 14% van alle gebruikte energie in Nederland uit duurzame bronnen zou komen, en in 2023 16%. In 2018 was het 7%, het laagste percentage in de Europese Unie en nog duidelijk onder België en Luxemburg.
In 2016 kondigde de rijksoverheid aan dat in de periode 2024–2030 voor 7.000 MW aan windparken op zee zal worden gebouwd. De bijdrage van de windturbines in zee zou dan substantieel zijn. Voor de Zuid-Hollandse kust komt in 2022 ’s werelds eerste windpark dat zonder subsidie geëxploiteerd wordt door NUON.
In februari 2018 besloot het kabinet-Rutte III om de winning van aardgas in Noordoost-Groningen af te bouwen en rond 2030 te staken. Daarnaast bepaalde het op 18 mei 2018, dat de twee oudste kolengestookte elektriciteitscentrales in het land, de Amercentrale en de Hemwegcentrale, uiterlijk in 2024 moeten overschakelen op een duurzame brandstof, bijvoorbeeld houtsnippers. Voor de nieuwgebouwde kolencentrales op de Maasvlakte en in de Eemshaven geldt hetzelfde per 2029. Op 8 maart 2019 werd bekend dat de koleneenheid van de Hemwegcentrale eind 2019 zou worden gesloten. In december 2019 werd de nadeelcompensatie voor Vattenfall vastgesteld op 52,5 miljoen euro. Op 21 december 2019 werden de laatste kolen opgestookt, waarna op 23 december 2019 Hemweg 8 buiten bedrijf werd gesteld. Hiermee kwam na 67 jaar een einde aan kolengestookte elektriciteitsproductie aan de Nieuwe Hemweg.
Volgens minister Eric Wiebes van Economische Zaken en Klimaat zal de economische groei van Nederland de komende dertig jaar worden besteed aan de kosten van de energietransitie. Deze kosten voor duurzame energie komen terecht bij de burgers. Volgens een doorrekening van het Centraal Planbureau blijken huishoudens met lagere inkomens er meer op achteruit te gaan tot 2030 dan andere inkomensgroepen. Wiebes noemt kosten als inflatie, huur, producten en hogere belastingen, die volgens hem door driekwart van de Nederlanders als redelijk worden gezien.
Onzeker is op welke termijn de overgang naar duurzame bronnen mogelijk is en hoe en welke technische, economische en sociale hindernissen moeten worden overwonnen.

## Na de Klimaatwet
De Klimaatwet (mei 2019) bepaalt dat de uitstoot van broeikasgassen in 2030 minstens 49% en in 2050 95% vermindert ten opzichte van 1990.
Windenergie is een belangrijke vorm van duurzame energie om deze doelen te halen. In 2017 stond 957 megawatt (MW) windturbine capaciteit in zee. In 2023 moet er voor minimaal 4.450 MW vermogen aan windparken op zee staan.
Volgens het nationale Klimaatakkoord (juni 2019) wil de regering in Europa pleiten voor 55% minder broeikasgas uitstoot in 2030, meer dan volgens het eerder overeengekomen percentage van 49.
Voor gebouwen is het doel in 2030 3,4 megaton minder kooldioxide uit te stoten door betere isolatie en vervanging van aardgas door duurzame bronnen. Reeds in 2018 wees minister Kajsa Ollongren van Binnenlandse Zaken 27 zogeheten ‘proeftuinen’ aan (in elke provincie minstens een) waarin als experiment een wijk of dorp aardgasvrij wordt gemaakt; hiervoor werd 120 miljoen euro subsidie verdeeld. In 2030 moeten uiteindelijk 1,5 miljoen bestaande huizen van het gas af zijn. Nieuwe woningen worden anno 2021 al zonder gasaansluiting opgeleverd, oudere woningen zullen moeten worden verbouwd, maar bepaalde gebouwen die eerder dan 1980 zijn gebouwd zijn wellicht niet goed genoeg geïsoleerd om met elektriciteit te kunnen worden verwarmd; groen gas (van biologische herkomst) of via groene electriciteit opgewekte waterstof kunnen voor deze huizen wellicht soms een duurzaam alternatief zijn.
Tegen dit zogenaamde 'gasloos maken' is veel weerstand. Ongeveer de helft van de Nederlandse bevolking vindt de aanpak onverstandig. Verder zijn de kosten zeer hoog. De prijs van nieuwbouwwoningen wordt erdoor opgedreven. In de periode 2018-2019 is circa € 150 miljoen besteed aan het programma Aardgasvrije Wijken. Het plan was om aan het einde van die periode al ruim 2.000 woningen aardgasvrij te hebben gemaakt. De Algemene Rekenkamer constateerde dat eind 2019 slechts enkele woningen daadwerkelijk aardgasvrij zijn gemaakt. Het Economische Instituut voor de Bouw (EIB) becijferde in 2021 dat het een gemiddelde investering vergt van 40.000 euro per woning om een huis van het gas te halen.
In het verkeer is het streven dat uiterlijk in 2030 alle nieuwe auto’s emissieloos zijn, elektrisch of op waterstof. Op de uitstoot van de energie-intensieve industrie komt een CO2-heffing die de regering wil gebruiken voor vergroening van de industrie. Voor de duurzame elektriciteitsopwekking in 2030 is de ambitie verhoogd van 84 TWh naar 120 TWh (dat is gelijk aan het totale elektriciteitsgebruik in 2015).
In september 2020 nam de Tweede Kamer een CDA/VVD-motie aan die opriep na te gaan wat de mogelijkheden van kernenergie zijn bij de energietransitie. Beide partijen pleiten om uiteenlopende redenen al jaren voor kernenergie en denken nu dat deze energievorm bij kan dragen aan de CO2-reductie.